# К2
За чланак о истоименом поп бенду, погледајте К2 (група)
К2 (Хималајска планина) (урду کے ٹو, кин: 乔戈里峰) је са 8.611 m надморске висине други по висини планински врх на Земљи. Врх припада ланцу Каракорум, који се наставља на Хималаје. Врх К2 се протеже преко границе Пакистана и Кине у региону Кашмир. Тачније, налази се између области Гилгит-Балтистан у пакистанској Северној територији и Таџичког аутономног округа Такскорган у Аутономној области Синкјанг, у Кини и прва је већа планина која почиње венац „Хималаје”.
Когир је назив којим Кинези називају врх К2. Стандардни облик мандаринског језика врх К2 назива Ћаогели фенг. У Урду, врх се зове Ламба пахар, у преводу „Висока планина“. Многи локални, као и хинди назив за планину су: Дапсанг, Кечу и Чогори (последње у преводу значи „Краљ планина“), док је у западном делу света ова планина позната под именом Хималајска планина. Сматра се једном од најтежих и најопаснијих планина за алпинистичке успоне, те је позната и као „Дивља планина” (Savage Mountain) услед једне од највиших стопа смртности међу пењачима на планинама вишим од 8000 m. Од свака четири алпиниста који су се попели на врх, један је погинуо.

## Назив
Назив К2 произлази из записа кориштеног током Великог тригонометријског мерења. Томас Монтгомери, приликом прегледа ланца Каракорум са планине Харамук, око 130 миља јужније, скицирао је најистакнутије врхове, и привремено их назвао К1, К2, К3, К4 и К5.
Током Великог тригонометријског мерења уобичајена је била пракса именовања новооткривених планина локалним именима, кад год је то било могуће, те је откривено да је К1 локално познат као Машербрум, K3 је nazvan Широки врх, а К4 и К5 Гашербрум  и Гашербрум . Вероватно услед изолованости и удаљености од насељених места, за К2 није пронађено локално име. Планина није видљива из Асколеа, последњег села на југу, или из најближег насеља на северу, те је тек једва видљива с краја ледника Балторо, након којег од локалних се људи ретко ко упућивао. Име Чогори, изведено из две речи балти језика, chhogo (велико) и ri (планина) (شاہگوری) предложено је као локални назив, али докази раширеног кориштења тог имена били су оскудни. Можда је то било сложено име које су измислили западни истраживачи или једноставно збуњени одговор на питање „Како се то зове?” То међутим, чини темељ имена Qogir (поједностављени кинески: 乔戈里峰, традиционални кинески: 喬戈里峰, пинјин: Qiáogēlǐ Fēng) којим Кинеске власти службено називају планину. Предложени су и други локални називи, укључујући Ламба Пахар („висока планина” на Урду) и Дапсанг, али нису у раширеној употреби.
У недостатку локалног назива, предложено је име Монт Годвин-Остин, у част Хенрија Годвин-Остина, једног од првих истраживача тог подручја. Премда тај назив није прихватило Краљевско географско друштво био је уписан на неколико карти, те се и данас повремено користи.
Монтгомеријева је ознака, К2, ради тога и даље име по којему је планина позната. Данас се такође користи и у језику Балти, изведеницама Kechu ili Ketu (Урду: کے ٹو). Италијански пењач Фаско Марејни, тврдио у свом извештају успона на Гашербрум , да иако К2 своје име дугује случају, одсечена и безлична природа тог назива савршено је прикладна за тако удаљену и захтевну планину. Закључио је да је то... „само гола кост имена, саме стене и лед, олуја и понор. Ни не покушава звучати људски. То су атоми и звезде. Поседује огољеност света пре првог човека - или опустошеност планете након последњег.”

## Географски положај
К2 је смештен у северозападном Каракоруму. Таримска седиментарна завала је северни руб ланца, док на југу граничи с Малим Хималајима. Вода која се топи из великих ледника јужно и источно од К2, користи се за пољопривреду у долинама и значајно доприноси регионалној опскрби свежом водом. Ланац Каракорум лежи дуж јужног краја Евроазијске тектонске плоче и састоји се од древних седиментних стена (старих више од 390 милиона година). Ти су слојеви били пресавијени, збијени под притиском и помешани с гранитном масом када се пре више од 100 милиона година Индијска плоча сударила са Евразијом..
К2 је тек 22. планина према топографској истакнутости, независном мерењу висине планине, јер је део истог проширеног уздигнутог подручја (укључујући Каракорум, Тибетанску завалу и Хималаје) као и Монт Еверест, те је могуће пратити пут од К2 до Евереста који се не спушта испод 4594 м (у горњем Мустангу) надморске висине. Многи други нижи врхови према тој су дефиницији знатно самосталнији.
Међутим, К2 је познат по свом локалном рељефу и укупној висини. Уздиже се преко 3000 м изнад глацијалне долине у дну планине. Посебно је изузетна чињеница да се ради о правилно стрмој пирамиди, са стрмим падинама у свим смеровима. Северна страна је најстрмија, уздиже се преко 3200 m изнад ледника К2 у само 3000 m хоризонталне удаљености. У већини смерова, уздиже се преко 2800 m на мање од 4000 m.

## Историја освајања
Европски извиђачки тим је планину први пут у потпуности осмотрио 1856. године на челу са Хенри Хејвершам Годвин-Остеном. Томас Монтгомери је био члан тима који је врх назвао К2, јер је био други врх у ланцу Каракорум који су видели, а пре тога име планине било је Хималајска планина. Остали врхови су првобитно били названи К1, К3, К4 и К5, али су касније преименовани у Машербрум, Широку Врх, Гашербрум II и Гашербрум I (по истом реду).
Први озбиљни покушај да се освоји врх К2 су организовали и покушали 1902. године Оскар Екенштајн и Алистер Краули. Али након пет озбиљних и јако скупих покушаја, ни један члан тима није успео. Верује се да је овај неуспех био узрок недовољне физичке припреме, међуљудских односа и лоших временских услова - од 68 дана које су провели на К2 (до тада је то био рекорд проведеног времена на таквој висини), само је осам дана било ведро време.
Први људи који су освојили врх К2 били су италијани Ашиле Компањони и Лино Лачедели 31. јула 1954. Следећа експедиција је стигла на врх тек 23 године касније (јапанска експедиција 1977), делом и због рата у региону.
До краја 2007. регистровано је 280 људи који су стигли до врха К2, од њих 7 жена. Укупно је 77 људи погинуло у покушају успона на врх, што К2 чини другим врхом по смртности алпиниста после Анапурне.
Првог августа 2008, у највећој незгоди на падинама К2, страдало је 11 алпиниста, међу њима и Дрен Мандић из Србије.
Дана 16. јануара 2021. године, врх је први пут освојен током зиме.